# VOLS
VOLS — військовий багі, створений українським підприємцем Володимиром Садиком після повномасштабного російського вторгнення в Україну для задоволення потреб Сил оборони України у швидких та маневрових транспортних засобах, що дозволяють вести розвідку та завдавати ударів по супротивнику.
Багі є авторською розробкою Садика та його команди. Двигун для багі береться з автомобілів ВАЗ, є простим в обслуговуванні та ремонті.

## Історія
Володимир Садик — підприємець з Буковини, який працює з металом. Головною перевагою VOLS для ЗСУ у порівнянні з аналогами, є низька ціна (від $6500[джерело?]) та простота обслуговування.
Важливі роль в початку серійного виробництва VOLS відіграла донька Володимира Меліса Садик, маркетолог проекту. Станом на кінець грудня 2023 року було виготовлено 110 автомобілів.
БФ Притули є одним із основних замовників багі VOLS.

## Тактико-технічні характеристики

### Загальні[9][14]
- Повна вага: 600 кг
- Кількість посадкових місць: до 6 осіб (залежно від модифікації)
- Довжина: 3300 мм
- Ширина: 1850 мм
- Висота (по даху): 1400 мм
- Розмір коліс: 195/80/15, 215/65/16

### Рушійні якості
- Двигун: ВАЗ 1,6 л, інжектор, 80 к.с., Volkswagen AAZ 1,9 TD
- Місткість баків: 38 л
- Дальність ходу: 500 км
- Колісна формула: 4×2
- Коробка передач: механічна
- Кількість швидкостей: 5

Броня: бронеспинки

### Модифікації
- Тактичний автомобіль;
- Машина вогневої підтримки;
- Автомобіль розвідки та цілевказання[джерело?].
- Евакуаційний транспорт.